# Borommakot
 (décembre 2014).
Si vous disposez d'ouvrages ou d'articles de référence ou si vous connaissez des sites web de qualité traitant du thème abordé ici, merci de compléter l'article en donnant les références utiles à sa vérifiabilité et en les liant à la section « Notes et références ».
 (décembre 2014).
Le contenu est difficilement compréhensible vu les erreurs de traduction, qui sont peut-être dues à l'utilisation d'un logiciel de traduction automatique.
Borommakot (en thaï : สมเด็จพระเจ้าอยู่หัวบรมโกศ), ou Maha Thammarachathirat II (en thaï : สมเด็จพระมหาธรรมราชาธิราชที่ 2), est le 43e roi de Thaïlande de 1732 à 1758. Sa période de règne correspond à la dernière période de prospérité d'Ayutthaya, car le royaume est tombé neuf ans après sa mort. Il pourrait être né vers 1680 et mort en 1758.
Prince-Phon (en thaï : พร) est le fils de Phra Chao Suea. À la mort de Thai Sa, cependant, Thai Sa[pas clair] décida de donner son trône à son fils, le prince Aphai, à la place de son frère. En 1732, Thai Sa[style à revoir] meurt, marquant le début d'une guerre civile. Phon mena ses armées contre ses neveux, le prince et le prince Aphai Paramet. La guerre civile a été effusion de sang et déchiré Ayutthaya dehors[pas clair]. Avec la victoire assurée, Phon exécuta ses neveux et a pris le trône comme roi Borommakot[pas clair].
Parce que le Samuha Kalahom avait prêté le soutien au prince Aphai, Borommakot retiré le pouvoir de Samuha Kalahom en privant ses autorités sur le sud de Siam et transféré le pouvoir de Kromma Tha place[incompréhensible]. Le Samuha Kalahom resté comme une simple figure de proue militaire[style à revoir].
En dépit de l'effusion de sang qui a précédé son règne, Borommakot est connu pour sa reconstruction des temples bouddhistes et la paix et la prospérité Ayutthaya connaît enfin à nouveau[style à revoir]. En 1753, deux moines Borommakot envoyé siamois de réhabiliter le bouddhisme Theravada au Sri Lanka[pas clair].
En 1741, son fils a fait Borommakot Thammathibet le Palais avant[incompréhensible]. Thammathibet s'est avéré être un prince capable et était un poète. Cependant, Thammathibet eut des aventures avec deux des concubines de Borommakot, princesse et la princesse Sangwan Nim[incompréhensible] - un crime grave. Les amateurs ont été capturés en 1746[style à revoir] et les trois ont été battus. Le Palais a été fouetté avant 120 Stokes[incompréhensible] et les deux concubines 30 chacun. Le Palais Front de mort alors qu'il a été battu[incompréhensible] et la princesse Sangval meurt trois jours plus tard. Princesse Nim a survécu, mais elle a été banni de la cour.
Borommakot ensuite nommé son troisième fils, Duea (เดื่อ ; devint plus tard Uthumporn), comme le Palais avant[Quoi ?]. Borommakot sauté son second fils, Ekkathat, parce qu'il pensait que celui-ci n'était pas apte à régner. Ekkathat prétendant toujours ses droits au trône alors, et les luttes des princes pour le trône contribueraient à la chute d'Ayutthaya en 1767 sous le règne d'Ekkathat[style à revoir].

## Descendance
Maha Tammaratchathirat a eu deux fils : le premier, Uthumphon, né vers 1700, lui succéda directement en 1758 mais mourut la même année. Il fut donc remplacé par son petit frère, Suriyamarin, né vers 1710, qui gouverna jusqu'en décembre 1767. Ce dernier, n'ayant pas de descendance, fut le dernier de sa lignée.